# Godfrey Gao
Godfrey Gao (en chino, 高 以 翔, 22 de septiembre de 1984-27 de noviembre de 2019) fue un modelo y actor taiwanés, hijo de madre malaya y padre taiwanés.

## Biografía
Se mudaron a Vancouver, Canadá, cuando tenía nueve años de edad. 
Estudió en la Universidad de Capilano.
Se hizo conocido por el papel que interpretó en The Mortal Instruments: City of Bones.
Godfrey comenzó a salir con Bella Su.
Fue buen amigo de James Mao.
El 27 de noviembre del 2019 se anunció que Godfrey había muerto, luego de colapsar mientras filmaba el programa de variedades Chase Me.

## Carrera
Fue miembro de la agencia "JetStar Entertainment".
Como modelo, Godfrey participó en varios programas de televisión, principalmente en Taiwán.  
Fue gestionado por JetStar Entretenimiento en Asia y por Russell Stuart en Gestión de Talento SUPERBOX para el resto del mundo.

## Filmografía

### Dramas
- We Are All Alone (2019)
- The Gravity of a Rainbow (2019)
- Successful Woman’s Price (Hunan TV, 2012)
- Volleyball Lover es Bai Qian Rui (CTS, 2010)
- Momo Love (CTV, 2009)
- Bull Fighting (TTV, 2007)
- Wo Yao Bian Cheng Ying Shi Zi (CTS, 2007)
- Love Queen (CTS, 2006)
- Chao Ji Pai Dang Super (CTS, 2006)
- The Kid from Heaven (CTS, 2006)

### Películas
- Say Yes! (2013)
- All About Women (2008)
- Cazadores de sombras: Ciudad de hueso (2013)

### Apariciones en programas
| Año  | Programa   | Notas    |
| ---- | ---------- | -------- |
| 2019 | Chase Me   | invitado |
| 2016 | Happy Camp | invitado |

### Sesiones fotográficas
- 2019: Our Street Style
- Septiembre 2019: SENSE Magazine